# Leveler
Leveler es el cuarto álbum de estudio de August Burns Red, lanzado el 21 de junio de 2011 por medio de Solid State Records. Leveler se posicionó en el puesto n.º 11 del Billboard 200 con alrededor de 29 000 copias vendidas en Estados Unidos en su primera semana.

## Lista de canciones
| N.º | Título             | Duración |  |
| 1.  | «Empire»           | 3:52     |  |
| 2.  | «Internal Cannon»  | 3:46     |  |
| 3.  | «Divisions»        | 3:20     |  |
| 4.  | «Cutting the Ties» | 5:02     |  |
| 5.  | «Pangaea»          | 4:20     |  |
| 6.  | «Carpe Diem»       | 5:37     |  |
| 7.  | «40 Nights»        | 3:54     |  |
| 8.  | «Salt & Light»     | 3:40     |  |
| 9.  | «Poor Millionaire» | 4:28     |  |
| 10. | «1/16/2011»        | 0:52     |  |
| 11. | «Boys of Fall»     | 4:28     |  |
| 12. | «Leveler»          | 4:47     |  |

| Deluxe Edition Bonus Tracks |                                                    |          |  |
| N.º                         | Título                                             | Duración |  |
| 13.                         | «Internal Cannon» (Versión Acústica)               | 5:05     |  |
| 14.                         | «Pangaea» (interpretada por Bells)                 | 6:22     |  |
| 15.                         | «Boys of Fall» (interpretada por Zachary Veilleux) | 4:01     |  |
| 16.                         | «Empire» (MIDI)                                    | 3:49     |  |

## Personal
August Burns Red
- Matt Greiner – Batería
- Dustin Davidson – Bajo
- Jake Luhrs – Voz principal
- Brent Rambler - Guitarra
- JB Brubaker – Guitarra

Músicos adicionales
- Jason Suecof – percusión, guitarra adicional

Producción
- Producido y mezclado por Jason Suecof
- Masterizado por Troy Glessner
- Preproducción por Dustin Davidson
- Mezcla adicional by Eyal Levi
- A&R por Jonathan Dunn y Adam Skatula
- Ilustraciones por Jordan Crane
- Dirección artística por Invisible Creature
- Diseño por Ryan Clark
- Fotografía de la banda por Cory Morton